# Křovinář ostnitý
Křovinář ostnitý (Bothriechis schlegeli) patří k nejpestřejším jedovatým hadům Jižní Ameriky. Je zástupcem podčeledi chřestýšovitých. Tento had je zajímavým příkladem biologické konvergence. Svým vzhledem i chováním je téměř dokonalou kopií asijských chřestýšovců rodu Trimereserus a afrických stromových zmijí rodu Ateris. Všichni tito hadi jsou přizpůsobeni k životu v korunách stromů tropického pralesa a jsou si proto tak podobní, že je, např. na fotografii, od sebe těžko rozliší i odborník.

## Výskyt
Tento had se vyskytuje ve deštných pralesích Střední a severní poloviny Jižní Ameriky, od jižního Mexika po Ekvádor a Peru. Jeho biotopem jsou deštné pralesy a mlžné lesy, zvláště na svazích hor. Vyskytuje se především na území těchto států: Kostarika, Panama,Peru, Ekvádor, Venezuela.

## Popis
Je to malý had, který dorůstá délky maximálně 70 cm. Jeho zbarvení je velmi proměnlivé, může být v závislosti na lokalitě a poddruhu trávově zelené, tyrkysové, jasně žluté, světle hnědé či olivové, zpravidla s tmavšími skvrnami na hřbetě. Toto zbarvení hada maskuje ve větvích pralesních stromů či na jejich kůře pokryté lišejníkem. Nad očima má zvětšené šupiny, které tvoří jakési růžky či ostny, podle nichž dostal jméno.

## Chování
Je to noční druh, přizpůsobený životu v korunách stromů. Má chápavý ocas, s jehož pomocí se dokáže udržet ve větvích a ochranné zbarvení. Živí se ptáky, stromovými žábami, zřídkakdy plazy a savci, hlavně drobnými vačicemi. Tento druh je vejcoživorodý. Samice klade 10 - 12 vajec, z nichž se ihned po opuštění jejího těla líhnou mláďata.

## Jed
Jeho jed je hemotoxický, což znamená, že způsobuje rozklad krve. Není však tak silný jako u jiných druhů křovinářů a smrtelná uštknutí nejsou častá. Navíc je tento had poměrně vzácný a neútočný.